# Casa-palacio del Vizconde de Escoriaza
La Casa-palacio del Vizconde de Escoriaza, Madrid, es un inmueble de la ciudad española de Madrid, situado en el número 2 de la Plaza del Marqués de Salamanca. 

## Historia
En 1910, con la construcción de la Gran Vía madrileña, múltiples edificios fueron derribados para poder ejecutar el nuevo trazado. Entre ellos, el antiguo Hotel Roma, en la calle del Caballero de Gracia, un inmueble estilo neobarroco francés que fue comprado por primer vizconde de Escoriaza. Su nuevo dueño mandó al arquitecto Enrique Pfitz desmontar la fachada y trasladarla a su actual ubicación, en el ensanche del Barrio de Salamanca, para completar así su residencia palaciega.
Dicha fachada coincide casa de manera completa con la que alzaba el Hotel Roma. Se perdió el jardín delantero que disponía el hotel, y este y sus fachadas laterales se pasaron al jardín trasero.
En su interior, se encuentra una vivienda en los pisos bajo y primero, y un dúplex en los segundo y tercero. La puerta de la vivienda dispone de un soportal cubierto, al estilo de otros palacetes de la zona.